# Eubordeta meeki
Eubordeta meeki är en fjärilsart som beskrevs av Rothschild 1904. Eubordeta meeki ingår i släktet Eubordeta och familjen mätare. Inga underarter finns listade i Catalogue of Life.